# 29e division d'infanterie (France)
Pour les articles homonymes, voir 29e division.
La 29e division d'infanterie est une division d'infanterie de l'armée de terre française qui a participé à la Première et à la Seconde guerres mondiales, ainsi qu'à la guerre d'Algérie.

## Création et différentes dénominations
- 1873 : formation de la 29e division d'infanterie
- 1940 : dissolution
- 1945 : nouvelle formation (juin) puis dissolution (octobre)
- 1952 : nouvelle formation
- 1956 : dissolution (janvier) puis nouvelle formation (juin)
- 1962 : dissolution

## Les chefs de la29edivisiond’infanterie
- 18 octobre 1873 - 30 décembre 1873 : général Micheler (n'a pas pris possession)
- 31 décembre 1877 - 9 avril 1879 : général Zentz d'Alnois
- 10 juin 1879 - 27 février 1883 : général de Bellemare
- 3 mars 1883 : général Thiéry
- 6 mai 1890 - 22 septembre 1896 : général Verrier
- 9 novembre 1896 - 22 janvier 1898 : général Metzinger
- 26 janvier 1898 : général Caze
- 16 mai 1901 - 20 mai 1908 : général Fabre
- 17 juin 1908 - 17 mai 1909 : général Meunier

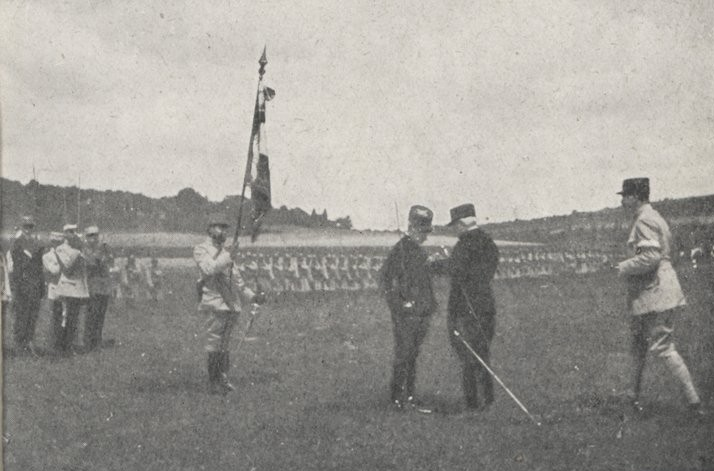
Le général Carbillet est décoré par le général de Castelnau, le 29 juillet 1915.

- 22 mai 1909 : général Beaudenom de Lamaze
- 20 novembre 1912 : général Carbillet[1]
- 28 janvier - 22 avril 1916 : général Guyot d'Asnières de Salins[1]
- 22 avril 1916 - 14 avril 1917 : général Rouquerol[1]
- 14 avril 1917 - 7 avril 1918 : général Bernard[1]
- 7 avril 1918 - : général Barthélémy[1]
- 28 juillet 1919 - 19 janvier 1920 : général Menvielle
- 9 février 1921 : général Descoings
- 2 novembre 1922 : général Breton
- 25 novembre 1925 : général Payot
- 16 décembre 1926 - 6 mars 1928 : général Mittelhausser
- 19 mai 1928 - 8 juin 1930 : général Duchêne
- 24 mai 1931 : général Chédeville
- 12 décembre 1933 - 6 avril 1935 : général Moyrand
- 10 mai 1935 : général Olry
- 26 septembre 1937 - 1er juillet 1940 : général Gérodias
- juin 1945 - octobre 1945 : général Marchand[2]
- 1952 : général Carolet[3]
- avril 1956 : général Berton[4]
- septembre 1957 : général de Winter[5]
- 1958 : général Boucher de Crèvecœur[6]
- juillet 1959 : général de Berrotat[7]
- juin 1961 : général de Belenet[8]
- juin 1962 : général Simon[9]
- juillet 1962 : général Capodanno[10]

## Première Guerre mondiale

### Composition au cours de la guerre
- Infanterie[11] :
  - 3e régiment d’infanterie d’août 1914 à novembre 1918
  - 111e régiment d’infanterie d’août 1914 à avril 1916
  - 112e régiment d’infanterie d’août 1914 à juin 1915
  - 141e régiment d’infanterie d’août 1914 à novembre 1918
  - 165e régiment d’infanterie d’avril 1916 à novembre 1918
  - 258e régiment d’infanterie de juin 1915 à mars 1916 (dissolution)
  - 351e régiment d’infanterie d’avril 1916 à mai 1917 (dissolution)

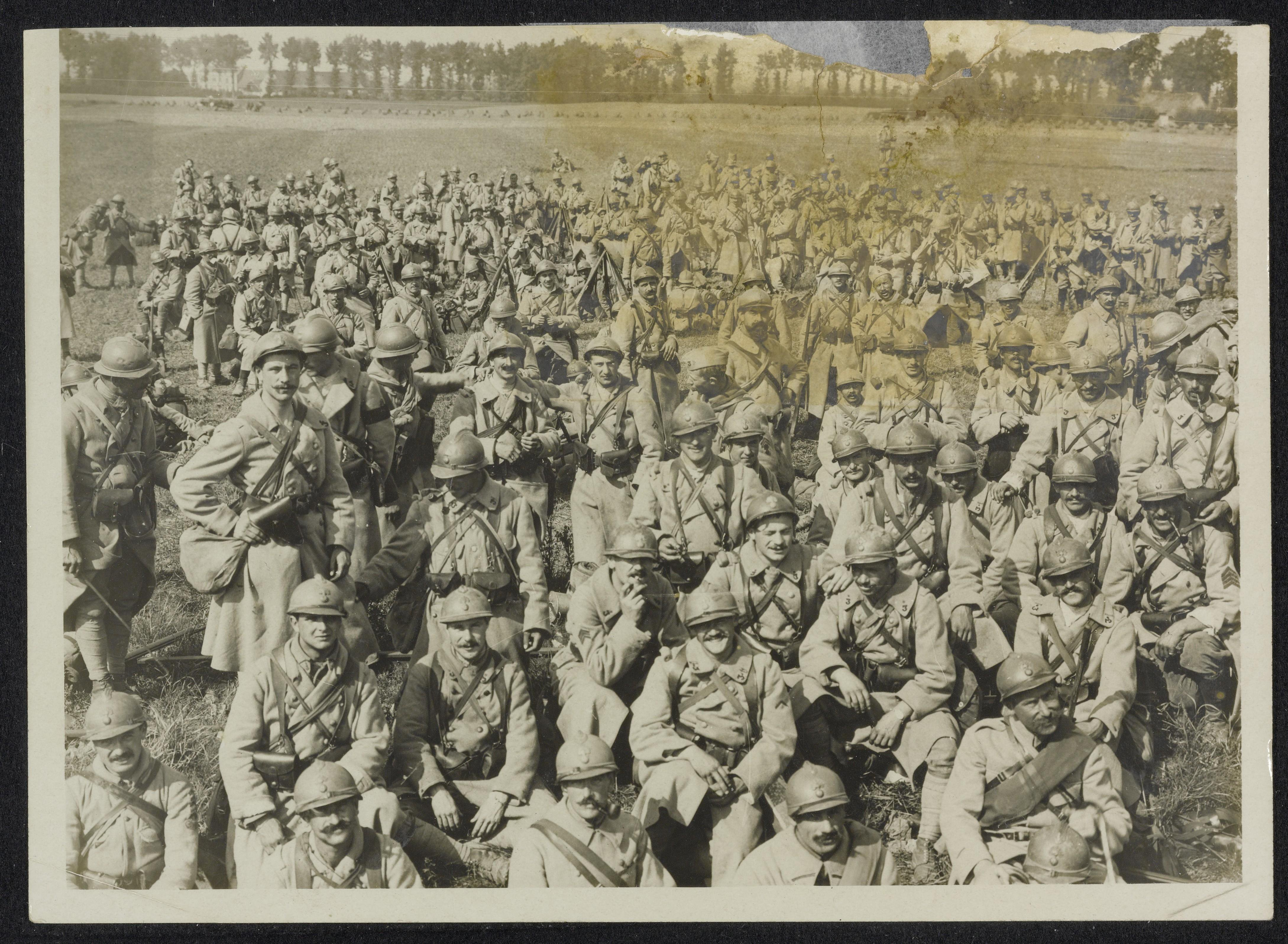
Poilus du 3e RI de la au repos en 1917-1918.

  - 6e bataillon de chasseurs à pied d’août à novembre 1914
  - 23e bataillon de chasseurs à pied d’août à septembre 1914
  - 24e bataillon de chasseurs à pied d’août à novembre 1914
  - 27e bataillon de chasseurs alpins d’août à septembre 1914

- Cavalerie[11] :
  - 1 escadron du 6e régiment de hussards d'août 1914 à janvier 1916
  - 2 escadrons du 10e régiment de hussards de janvier 1916 à janvier 1917
  - 2 escadrons (puis un seul à partir de juillet 1917) du 11e régiment de dragons de janvier 1917 à novembre 1918

- Artillerie[11] :
  - 3 groupes de de 75 du 55e régiment d'artillerie de campagne d'août 1914 à novembre 1918
  - 153e batterie de 75 (en) et de 150 du 32e régiment d'artillerie de campagne de juillet 1916 à janvier 1917
  - 103e batterie de 58 du 38e régiment d'artillerie de campagne de janvier 1916 à janvier 1918 (demi-batterie jusqu'en juillet 1916)
  - 101e batterie de 58 du 55e régiment d'artillerie de campagne de janvier à novembre 1918
  - 12e groupe de 155C du 118e régiment d'artillerie lourde de décembre 1917 à mars 1918
  - 5e groupe de 155C du 136e régiment d'artillerie lourde de mars à novembre 1918 (changement de nom du précédent)

- Génie[11] :
  - compagnies du 7e régiment du génie :
    - compagnie 15/1 d'août 1914 à novembre 1918
    - compagnie 15/1 bis puis 15/51 de juillet 1915 à novembre 1918
    - compagnie 24/21 de janvier 1916 à novembre 1918

  - sapeurs-pionniers du 4e régiment du génie de janvier à juillet 1916
  - sapeurs-pionniers du 6e régiment du génie de juillet 1916 à janvier 1917
  - sapeurs-pionniers du 1er régiment du génie de janvier 1917 à janvier 1918
  - 1 bataillon de pionniers du 63e régiment d’infanterie territoriale d'août à novembre 1918
  - détachement de transmission du 8e régiment du génie de janvier 1916 à novembre 1918

### Historique

#### 1914
- À partir du 2 août : mobilisation de son Quartier général (général Carbillet) à Nice[12] et de ses unités combattantes dans la 15e Région[13] de Marseille.

- 5 – 9 août : transport par VF jusqu'aux gares de Vézelise et Diarville[14] au sud de Nancy et débarquements.
- 6 - 13 août : concentration et progression d'abord vers Saint-Nicolas-de-Port et Dombasle-sur-Meurthe[13] puis vers le secteur frontalier de Drouville[15].
- 14 – 19 août : offensive en direction de Dieuze[13] puis Bidestroff et Cutting[16]. :
  - 14 août : avec près de 2 000 hommes mis hors de combat, s'empare de Coincourt puis, en fin d'après-midi, vers le bois du Haut-de-la-Croix avec la victoire de Moncourt où ceux de la 57e brigade (111e et 112e régiments) sont les seuls de la 2e armée à mettre en fuite l'infanterie allemande[17] .
  - 19 août : combats acharnés pour conquérir les six kilomètres de la butte de Bidestroff. À noter en soirée l'exploit du 24e bataillon de chasseurs alpins s'emparant de la position allemande de Cutting en avant des positions du 16e corps d'armée de Montpellier.
- 20 – 25 août : engagée dans la bataille de Morhange, au nord-est de Dieuze ; puis repli, par Parroy, Bauzemont et Vitrimont, sur la région Blainville-sur-l'Eau, Damelevières, hauteurs de Saffais[13].
- 25 août – 3 septembre : reprise de l'offensive, et poursuite vers la Mortagne, jusque dans la région Xermaménil, Lamath. À partir du 26 août, engagée dans la bataille du Grand-Couronné : combats vers Xermaménil ; puis progression jusqu'à la Meurthe[13].
- 3 – 7 septembre : retrait du front et mouvement par étapes vers Gondrecourt, par Bayon, Vézelise et Colombey-les-Belles. À partir du 6, transport par VF au sud-est de Bar-le-Duc ; le 7, mouvement en direction de Revigny[13].
- 7 – 16 septembre : engagée dans la 1re bataille de la Marne[13].
  - 7 - 11 septembre : bataille de Revigny : combats vers Vassincourt. À partir du 11, poursuite vers le nord, par Vavincourt et Beauzée-sur-Aire, jusque dans la région nord-ouest de Verdun[13].

#### 1915 - 1916

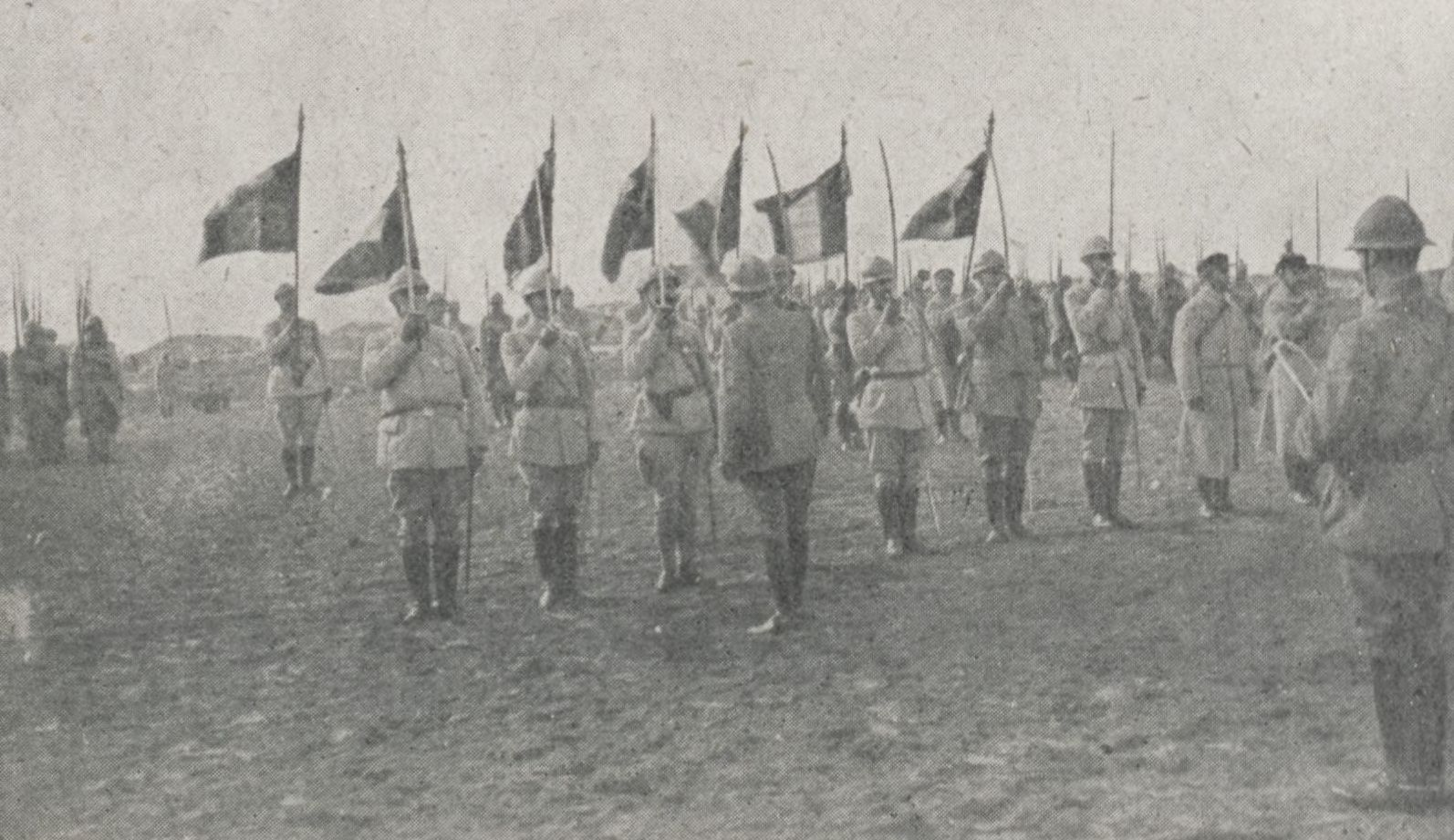
Mi-1916, dans la région de Nieuport (Flandre-Occidentale, le général Rouquerol décore des soldats de la.

- 16 septembre 1914 – 26 mars 1916 : combats au bois des Forges et à Malancourt ; puis stabilisation et occupation d'un secteur vers Avocourt et le sud-est de Vauquois (guerre de mines)[13] :
  - 28 octobre 1914 : attaque de Forges par des éléments de la DI
  - 29 octobre : mouvement de rocade, et occupation d'un secteur entre Béthincourt et la Meuse, puis le 6 novembre, occupation d'un secteur vers Malancourt et le pont des Quatre Enfants.
  - 20 décembre : attaque française vers Malancourt.
  - 15 janvier 1915 : front étendu, à gauche, jusque vers Vauquois.
  - 26 février : attaque allemande sur la tranchée de Malancourt.
  - 8 mai : front étendu, à droite, jusqu'à Béthincourt.
  - 22 novembre : front réduit, à gauche, jusqu'à Avocourt.
  - 20 mars 1916 : combats aux bois de Malancourt et d'Avocourt.
- 26 mars – 1er avril 1916 : retrait du front et repos vers Chevillon[18].
- 1er – 17 avril : transport par VF dans la région de Dunkerque ; repos[18].
- 17 avril – 8 octobre : mouvement vers le nord-est et occupation d'un secteur vers Nieuport[18].
- 8 octobre – 23 décembre : retrait du front, regroupement vers Bergues. À partir du 14 octobre, transport par VF dans la région de Crèvecœur-le-Grand ; instruction au camp. À partir du 4 novembre, mouvement vers le sud-est de Beauvais ; repos et instruction[18].
  - 8 novembre - 14 décembre : les brigades alternent entre elles pour des travaux exécutés vers Proyart et Cappy[18].
- 23 décembre 1916 – 8 janvier 1917 : mouvement vers Grandvilliers ; repos[18].

#### 1917
- 8 – 10 janvier : transport par VF, de la région Conty, Longueau, dans celle de Dunkerque[18].
- 10 janvier – 20 juin : occupation d'un secteur à Nieuport : 23 avril, attaque allemande précédée d'une violente émission de gaz[19].
- 20 juin – 12 septembre : retrait du front (relève par l'armée britannique) ; repos dans les régions de Vieille-Église et de Calais (éléments occupés à des travaux vers Waayenburg)[19].
  - 19 juillet : mouvement vers Rexpoëde, et, le 29 juillet, vers Vieille-Église et Calais ; repos et instruction.
- 12 septembre – 6 octobre : mouvement vers le front et occupation d'un secteur vers Bikschote et Langemark[19].
- 6 octobre – 6 novembre : retrait du front ; éléments au repos dans la région de Roesbrugge-Haringe, puis dans celle de Warhem ; éléments occupés à des travaux sur tout le front de Belgique[19].
- 6 – 13 novembre : occupation d'un secteur vers Kloosterschool et Drie Grachten[19].
- 13 – 16 novembre : retrait du front (relève par l'armée belge) ; repos vers Bourbourg et Saint-Pierre-Brouck[19].
- 16 novembre 1917 – 4 janvier 1918 : mouvement vers le front, et, le 18 novembre, occupation d'un secteur entre Nieuport et la mer du Nord (relève d'éléments britanniques), étendu à droite, le 8 décembre, jusqu'à Saint-Georges-sur-l'Aa[19].

#### 1918
- 4 janvier – 25 mars : retrait du front, mouvement vers Bergues ; travaux de 2e position[19].
- 25 mars – 14 avril : regroupement, et, à partir du 29, transport par VF à Boves et à Longueau. Engagée, vers Hangard, dans la Bataille de l'Avre (2e bataille de Picardie), au fur et à mesure du débarquement[19] :
  - 4 avril : combats sur la Luce, et, le 5, vers le bois de Sénécat et vers Hangard. Puis organisation d'un secteur dans la région Hangard, l'Avre.
- 14 avril – 1er mai : retrait du front. Le 20 avril, transport par VF à Tannois ; repos[19].
- 1er mai – 23 août : mouvement vers le front et occupation d'un secteur vers Bezonvaux et Damloup, étendu à gauche, le 3 juin, jusque vers la ferme de Chambrettes, puis, le 12 juillet, jusque vers Beaumont[19].
- 23 août – 2 septembre : retrait du front, et, à partir du 25 août, transport par VF à Pont-Sainte-Maxence, puis transport par camions vers Ecuiry ; repos et instruction[20].
- 2 septembre – 4 octobre : mouvement vers le front ; engagée (région de Laffaux) dans la poussée vers la position Hindenburg : les 14 et 15 septembre, participation à la bataille de Vauxaillon ; puis organisation des positions conquises, au sud d'Allemant[20].
- 4 octobre – 2 novembre : retrait du front ; repos vers Villers-Cotterêts[20].
- 2 – 11 novembre : mouvement vers le front ; préparatifs d'offensive. À partir du 5 novembre, engagée dans la poussée vers la Meuse : poursuite par Vervins, jusqu'à Signy-le-Petit[20].
- 11 novembre : retrait du front et regroupement vers Marle et Vervins[20].

### Rattachements
- Affectation organique[1] :
  - À la mobilisation : 15e corps d’armée
  - Août 1915 : isolée
  - juin 1917 : 36e corps d’armée

- 1re armée
  - 16 juin – 14 décembre 1917
  - 26 mars – 19 avril 1918
- 2e armée
  - 2 août – 5 septembre 1914
  - 26 février – 31 mars 1916
  - 20 avril – 24 août 1918
- 3e armée
  - 6 septembre 1914 – 31 janvier 1916
  - 25 – 26 août 1918
  - 27 octobre – 11 novembre 1918
- 10e armée
  - 15 octobre 1916 – 7 janvier 1917
  - 26 août – 26 octobre 1918
- C.S.N.
  - 23 décembre 1917 – 25 mars 1918
- G.A.N.
  - 1er avril – 14 octobre 1916
  - 8 janvier – 15 juin 1917
- G.Q.G.
  - 15 – 22 décembre 1917
- Région fortifiée de Verdun
  - 1er- 25 février 1916

## L'entre-deux-guerres

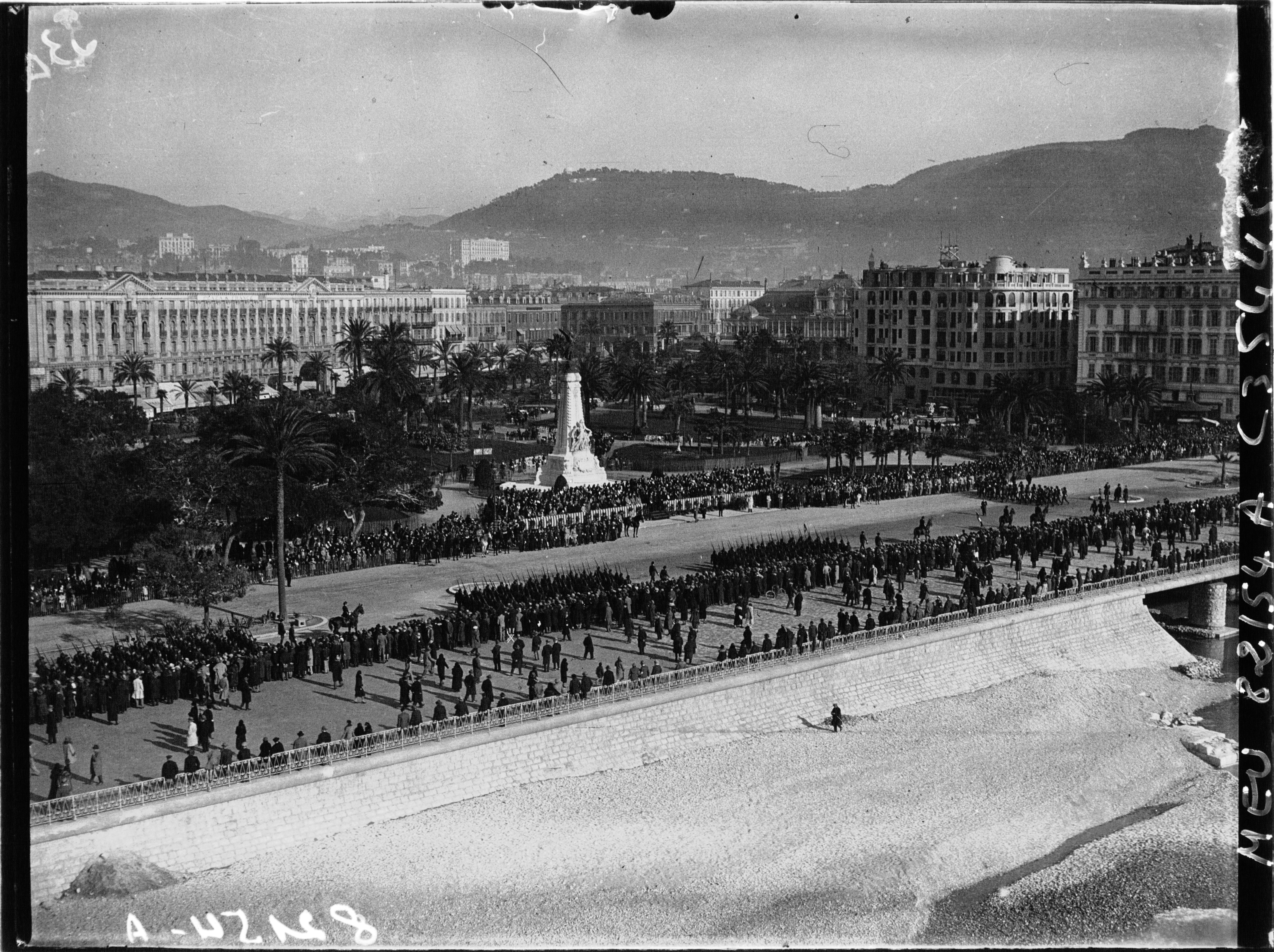
Défilé des troupes de la d'infanterie à Nice en janvier 1931.

En 1936, la division a son quartier général à Nice. Elle est constituée des unités suivantes :
- 57e brigade d'infanterie alpine :
  - 3e régiment d'infanterie alpine (Hyères)
  - 22e bataillon de chasseurs alpins (Nice)
  - 24e bataillon de chasseurs alpins (Villefranche-sur-Mer)
  - 25e bataillon de chasseurs alpins (Menton)
- 58e brigade d'infanterie alpine :
  - 141e régiment d'infanterie alpine (Marseille et Draguignan)
  - 9e bataillon de chasseurs alpins (Antibes)
  - 18e bataillon de chasseurs alpins (Grasse)
  - 20e bataillon de chasseurs alpins (Antibes)
- 19e régiment d'artillerie hippomobile (Nîmes)
- 94e régiment d'artillerie de montagne (Nice)

La division est de type montagne, et est donc également désignée sous le nom de 29e division d'infanterie alpine (29e DIAlp ou 29e DIA).

## Seconde Guerre mondiale

### Composition

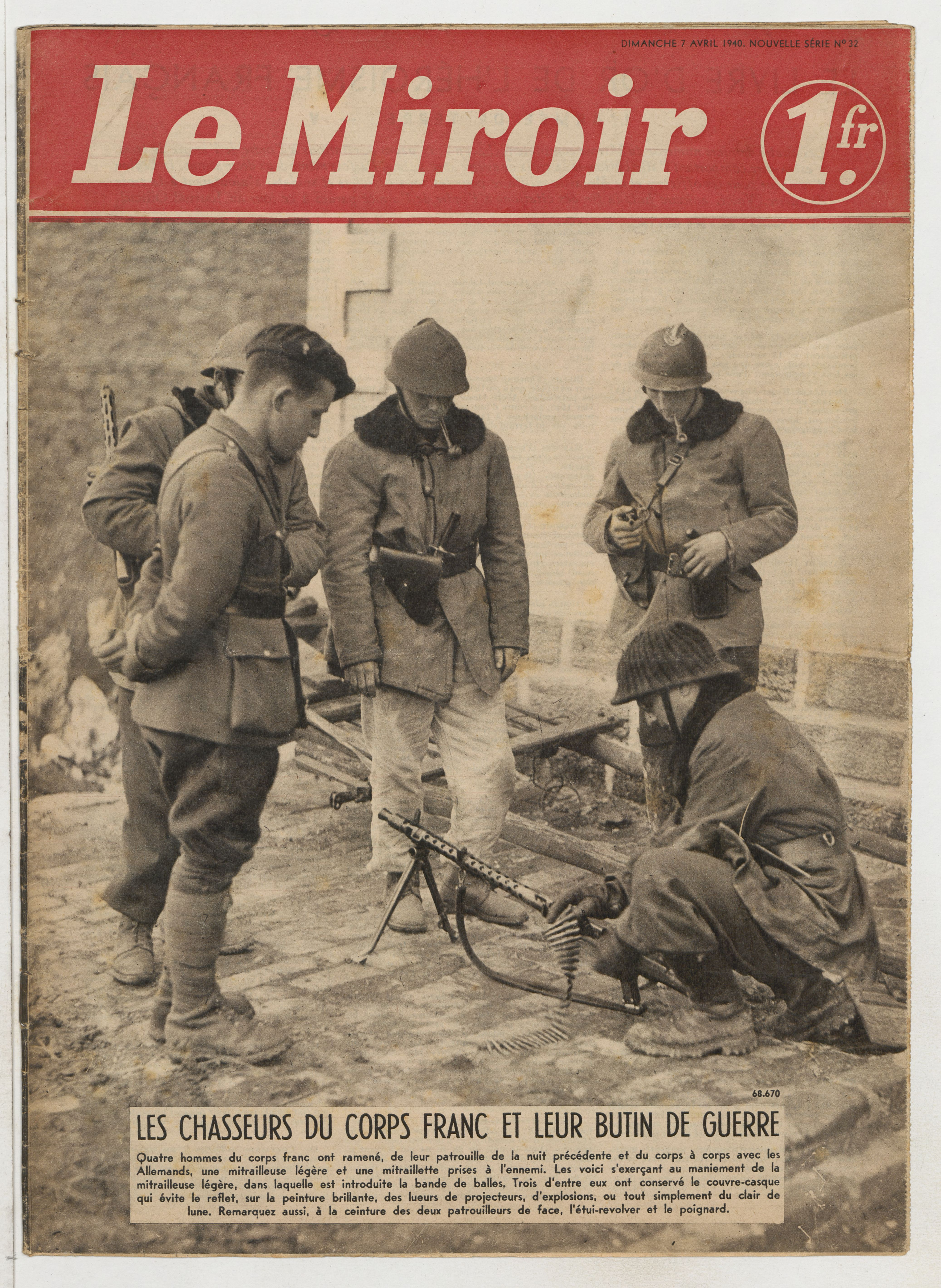
Soldats et officiers des corps francs de la en couverture du magazine Le Miroir des sports du 7/4/1940, examinant le butin d'un raid mené le 19/3/1940.

En septembre 1939, la 29e DI est constituée des unités suivantes : 
- 57e brigade d'infanterie alpine :
  - 112e régiment d'infanterie alpine
  - 6e demi-brigade de chasseurs alpins :
    - 24e bataillon de chasseurs alpins
    - 25e bataillon de chasseurs alpins
    - 65e bataillon de chasseurs alpins
- 59e brigade d'infanterie alpine :
  - 3e régiment d'infanterie alpine
    - dont 13e compagnie de pionniers

  - 26e demi-brigade de chasseurs alpins (quitte la division en novembre 1939) :
    - 22e bataillon de chasseurs alpins
    - 62e bataillon de chasseurs alpins
    - 64e bataillon de chasseurs alpins
- 94e régiment d'artillerie de montagne
- 294e régiment d'artillerie lourde divisionnaire
- 34e groupe de reconnaissance de division d'infanterie (GRDI)
- et tous les services (Sapeurs mineurs, télégraphique, compagnie auto de transport, groupe sanitaire divisionnaire, groupe d'exploitation etc.)

En mai 1940, la 29e division d'infanterie se compose de,, :
- 3e régiment d'infanterie alpine
  - dont 14e compagnie divisionnaire antichars (a rejoint en mars 1940)
- 112e régiment d'infanterie alpine
  - dont 13e compagnie de pionniers
- 6e demi-brigade de chasseurs alpins :
  - 24e bataillon de chasseurs alpins
  - 25e bataillon de chasseurs alpins
  - 65e bataillon de chasseurs alpins
- 94e régiment d'artillerie de montagne
  - 3 groupes de canons de 75 de montagne
  - 10e batterie divisionnaire antichars (canons de 47, a rejoint le 1er octobre 1939)
- 294e régiment d'artillerie lourde divisionnaire
  - 2 groupes de canons de 155 C
- 718e batterie du 409e régiment d'artillerie (canons de 25 de DCA, rejoint le 13 mai 1940)
- Parc d'artillerie divisionnaire no 29
- 34e groupe de reconnaissance de division d'infanterie
- et tous les services (Sapeurs mineurs, télégraphique, compagnie auto de transport, groupe sanitaire divisionnaire, groupe d'exploitation etc.)

### Mobilisation
À la déclaration de guerre, les unités d'active de la division se placent en couverture à la frontière, du col Saint-Jean (Alpes-de-Haute-Provence) à la mer Méditerranée, pendant les unités en formation rejoignent début septembre.

### Campagne de France
Le 10 mai 1940 la 29e DI, sous les ordres du général Gérodias, est en réserve du Grand Quartier général (sous les ordres du général Gamelin).
La 29e DI est envoyée sur la Somme (Ligne Weygand) fin mai 1940 entre la 3e DLI à droite et la 19e DI à gauche (PC à Champien), au sein de la 7e Armée du Général Frère.
Elle y reçoit le 5 juin 1940 l'attaque allemande (Opération Fall Rot) ; percée de la 4.PzD vers Noyon et se repliera en ordre jusque sur la Vienne.

## Après 1945

### Recréation en 1945
La division est recréée le 16 juin 1945. Elle regroupe des unités du détachement d'armée des Alpes jusque là non endivisionnées :
- 3e régiment d'infanterie alpine,
- 99e régiment d'infanterie alpine,
- 29e régiment de tirailleurs algériens,
- 69e régiment d'artillerie,
- 31e régiment de dragons (reste à Laval et ne rejoint pas la division),
- 35e groupe de forces terrestres antiaériennes,
- 80e bataillon du génie,
- 99e compagnie mixte de transmissions,
- 561e groupe de transport,
- 29e bataillon médical,
- 29e groupe d'exploitation.

La dissolution de la division est décidée le 6 septembre 1945 et officialisée le 31 octobre. Certains régiments sont dissous dès le 15 octobre.

### Années 1950
La division est recréée en 1952 en 9e région militaire (Marseille). En 1953, la division mène l'exercice Mimosa, un exercice de mobilisation des réservistes,.
Dissoute en janvier 1956 à Toulon (ses éléments entrent notamment dans la constitution de la 12e DI), elle est recréée en avril 1956 dans le cadre du plan Valmy d'appel au contingent.
La 29e division d'infanterie est envoyée en Algérie en mai 1956. La division est engagée contre le FLN,, au sein de la division militaire d'Oran (renommée corps d'armée d'Oran en 1957). En 1961, le général Perrotat et sa division s'opposent au putsch des généraux,.
En 1962, la division est stationnée à Sidi Bel Abbès et passe sous le commandement du 24e corps d'armée en juillet. La 29e DI est dissoute le 31 décembre 1962.

## Insignes
Le premier insigne de la division, fabriqué en 1939, présente un tête de chamois devant des montagnes surplombant la mer (référence aux Alpes-Maritimes).
Le second insigne de la division, homologué G.1275 en 1956, présente des montagnes devant la mer (en référence à l'origine provençale et alpine des unités de la division) chargées d'une grenade et d'une ancre (symboles des troupes métropolitaines et des troupes coloniales). Il existe en version métallique et en tissu.